# 芸人悦次郎中谷一角卍解(ティファニー時代)有名人
Yu-Gi-Oh!, (Japanska för "spelkungen"), är en manga- och animeserie tecknad och skapad av Kazuki Takahashi. Serien publicerades först i Shūkan Shōnen Jump. Serien handlar om den lille pojken Yugi Muto, som är som besatt av spel, och hur han och hans vänner tar sig an mörkrets krafter, ofta i form av urgamla egyptiska väsen som tagit mänsklig form. Historien berättar om hur Yugi i skolan blir mobbad av några större killar men hur han med hjälp av en egyptisk artefakt som kallas Millenniepusslet (en av seriens sju "millennium föremål") väcker till liv en egyptisk faraos ande inom sig, vars själ är bunden till artefakten, som straffar de som förlorar i spel mot honom, dessa spel med höga insatser har igenom mangan och seriens gång kallats för "skuggspel" Eller "mörkt spel ". Senare utvecklas berättelsen till att fokusera mer på spelet Magic and Wizards istället för en variation av olika spel och lekar som i manga-seriens tidiga böcker. Det spelet har även släppts som kommersiell produkt, under namnet "Yu-Gi-Oh! The Trading Card Game".
1. ↑  ”Official rulebook”. img.yugioh-card.com. https://img.yugioh-card.com/en/downloads/rulebook/SD_RuleBook_EN_10.pdf. Läst 15 november 2023.